# Финли, Майкл
Майкл Ховард Финли (англ. Michael Howard Finley; родился 6 марта 1973 Мелроз-Парк, штат Иллинойс, США) — американский бывший профессиональный баскетболист, бывший игрок Национальной баскетбольной ассоциации. Играл на позициях атакующего защитника и лёгкого форварда. Учился в Винсконсинском университете в Медисоне из которого был выбран под 21-м номером на драфте НБА 1995 года командой «Финикс Санз». Позже он 9 сезонов (1996—2005) выступал за «Даллас Маверикс» в составе которого показывал свои лучшие результаты и чемпионов сезона 2006/2007 «Сан-Антонио Спёрс». Завершил карьеру в команде «Бостон Селтикс»

## Карьера в НБА

### Финикс Санз
С первых же игр Финли выходил в стартовом составе и показывал одни из лучших результатов среди новичков. Несмотря на общий 21-й номер драфта Майкл безоговорочно попал в список пяти на Матч новичков НБА. И в итоге в среднем за матч набирая 15 очков и делая 4,6 подбора, 3,5 передач и 1 перехват, он стал третьим в опросе на звание Новичка года НБА. Также наряду с Элвеном Адамсом и Амаре Стадемайром он входит в историю клуба как новичок, набравший больше 1000 очков за регулярный сезон. И по окончании сезона 1995/96 ним заинтересовались многие команды, в результате чего Санз уже в начале следующего сезона обменивают Финли вместе с Сэмом Касселом, Эй Си Грином и своим правом выбора во втором раунде драфта на Джейсона Кидда, Лорена Майера и Тони Дюма.

### Даллас Маверикс
В «Далласе» Майкл играл в связке с тогда ещё перспективными Стивом Нэшем и Дирком Новицки и показывал свои лучшие результаты в карьере. В 2000 и 2001 годах Финли выбирали для участия в Матче всех звёзд НБА.В 2002 году Финли в составе сборной США по баскетболу поехал на домашний (проходил в Индианаполисе) Чемпионат мира, который она провалила, заняв, худшее в своей истории, 6-е место. Также начиная с сезона 2000/01 Даллас принимал участие в пяти подряд плей-офф в которых он неизменно появлялся в стартовой пятёрке, но так и ни разу не добрался даже до финала серии. Хотя Майкл и дальше играл ключевые роли на площадке и все игры начинал в стартовом составе, потолок зарплат для команд в сезоне 2005/2006 не позволил Маверикс продлить соглашение, которое устраивало бы обе стороны, и в межсезонье Финли стал свободным агентом. Среди многих предложений, которые поступали баскетболисту («Майами Хит», «Миннесота Тимбервулвз», возвращение в «Финикс Санз») Майкл выбрал другую техасскую команду, тогдашнего чемпиона «Сан-Антонио Спёрс», у которого были серьёзные амбиции на следующие сезоны.

### Сан-Антонио Спёрс
С новой командой Финли подписал контракт на два сезона. Как правило, Майкл оказывался вне стартовой пятёрки «Спёрс», но его результативность была наивысшей среди игроков запаса. В чемпионском сезоне 2006/07 он все 20 матчей плей-офф отыграл со старта и в первом раунде против «Денвер Наггетс» он даже установил доселе непобитый клубный рекорд по количеству заброшенных трёхочковых в одном матче (8 их 9-ти). В итоге в финале серии «Сан-Антонио Спёрс» выиграли у «Кливленд Кавальерс» с разгромным счётом 4—0, а Финли получил по окончании игры мяч, которым команда добыла победу. В средине сезона 2009/10 баскетболист попросил руководство «Спёрс» о досрочном выкупе его контракта, по которому ему ещё оставалось играть полгода. После согласия Финли мог переходить в любой клуб.

### Бостон Селтикс
4 марта 2010 года Майкл Финли достиг устной договорённости с руководством «Селтикс» о том, что он присоединится к команде и в свой 37-й день рождения Майкл подписывает контракт с клубом до конца сезона . К сожалению серьёзная травма не позволила сторонам продлить соглашение и Финли решил завершить карьеру.

### Возобновление карьеры
После успешно проведённой операции на голеностопе Финли собирается возобновит профессиональную карьеру в НБА и уже тренируется с командой американской D-лиги «Техас Ледженс».

## Интересные факты
В честь него своё название получила Finley (произносится «Финлэй») - итальянская рок-группа, образованная в 2002 году.

## Статистика

### Статистика в НБА
| Сезон                                                                                    | Команда     | Регулярный сезон | Регулярный сезон | Регулярный сезон | Регулярный сезон | Регулярный сезон | Регулярный сезон | Регулярный сезон | Регулярный сезон | Регулярный сезон | Регулярный сезон | Регулярный сезон | Серия плей-офф | Серия плей-офф | Серия плей-офф | Серия плей-офф | Серия плей-офф | Серия плей-офф | Серия плей-офф | Серия плей-офф | Серия плей-офф | Серия плей-офф | Серия плей-офф |
| Сезон                                                                                    | Команда     | GP               | GS               | MPG              | FG%              | 3P%              | FT%              | RPG              | APG              | SPG              | BPG              | PPG              | GP             | GS             | MPG            | FG%            | 3P%            | FT%            | RPG            | APG            | SPG            | BPG            | PPG            |
| ---------------------------------------------------------------------------------------- | ----------- | ---------------- | ---------------- | ---------------- | ---------------- | ---------------- | ---------------- | ---------------- | ---------------- | ---------------- | ---------------- | ---------------- | -------------- | -------------- | -------------- | -------------- | -------------- | -------------- | -------------- | -------------- | -------------- | -------------- | -------------- |
| 1995/96                                                                                  | Финикс      | 82               | 72               | 39,2             | 47,6             | 32,8             | 74,9             | 4,6              | 3,5              | 1,0              | 0,4              | 15,0             | Не участвовал  | Не участвовал  | Не участвовал  | Не участвовал  | Не участвовал  | Не участвовал  | Не участвовал  | Не участвовал  | Не участвовал  | Не участвовал  | Не участвовал  |
| 1996/97                                                                                  | Финикс      | 27               | 18               | 29,5             | 47,5             | 25,5             | 81,2             | 4,4              | 2,5              | 0,7              | 0,1              | 13,0             | Не участвовал  | Не участвовал  | Не участвовал  | Не участвовал  | Не участвовал  | Не участвовал  | Не участвовал  | Не участвовал  | Не участвовал  | Не участвовал  | Не участвовал  |
| 1996/97                                                                                  | Даллас      | 56               | 36               | 35,6             | 43,2             | 38,7             | 80,7             | 4,5              | 2,8              | 0,9              | 0,4              | 16,0             | Не участвовал  | Не участвовал  | Не участвовал  | Не участвовал  | Не участвовал  | Не участвовал  | Не участвовал  | Не участвовал  | Не участвовал  | Не участвовал  | Не участвовал  |
| 1997/98                                                                                  | Даллас      | 82               | 82               | 41,4             | 44,9             | 35,7             | 78,4             | 5,3              | 4,9              | 1,6              | 0,4              | 21,5             | Не участвовал  | Не участвовал  | Не участвовал  | Не участвовал  | Не участвовал  | Не участвовал  | Не участвовал  | Не участвовал  | Не участвовал  | Не участвовал  | Не участвовал  |
| 1998/99                                                                                  | Даллас      | 50               | 50               | 41,0             | 44,4             | 33,1             | 82,3             | 5,3              | 4,4              | 1,3              | 0,3              | 20,2             | Не участвовал  | Не участвовал  | Не участвовал  | Не участвовал  | Не участвовал  | Не участвовал  | Не участвовал  | Не участвовал  | Не участвовал  | Не участвовал  | Не участвовал  |
| 1999/00                                                                                  | Даллас      | 82               | 82               | 42,2             | 45,7             | 40,1             | 82,0             | 6,3              | 5,3              | 1,3              | 0,4              | 22,6             | Не участвовал  | Не участвовал  | Не участвовал  | Не участвовал  | Не участвовал  | Не участвовал  | Не участвовал  | Не участвовал  | Не участвовал  | Не участвовал  | Не участвовал  |
| 2000/01                                                                                  | Даллас      | 82               | 82               | 42,0             | 45,8             | 34,6             | 77,5             | 5,2              | 4,4              | 1,4              | 0,4              | 21,5             | 10             | 10             | 43,4           | 36,0           | 36,2           | 81,8           | 5,3            | 4,4            | 1,2            | 0,2            | 19,7           |
| 2001/02                                                                                  | Даллас      | 69               | 69               | 39,9             | 46,3             | 33,9             | 83,7             | 5,2              | 3,3              | 0,9              | 0,4              | 20,6             | 8              | 8              | 46,6           | 46,6           | 37,8           | 90,0           | 6,3            | 2,3            | 1,5            | 0,5            | 24,6           |
| 2002/03                                                                                  | Даллас      | 69               | 69               | 38,3             | 42,5             | 37,0             | 86,1             | 5,8              | 3,0              | 1,1              | 0,3              | 19,3             | 20             | 20             | 41,1           | 43,5           | 41,2           | 86,4           | 5,8            | 3,0            | 1,3            | 0,6            | 18,3           |
| 2003/04                                                                                  | Даллас      | 72               | 72               | 38,6             | 44,3             | 40,5             | 85,0             | 4,5              | 2,9              | 1,2              | 0,5              | 18,6             | 5              | 5              | 39,2           | 38,2           | 26,9           | 60,0           | 3,2            | 2,6            | 0,8            | 0,6            | 13,0           |
| 2004/05                                                                                  | Даллас      | 64               | 64               | 36,8             | 42,7             | 40,7             | 83,1             | 4,1              | 2,6              | 0,8              | 0,3              | 15,7             | 13             | 13             | 37,8           | 42,5           | 39,3           | 88,9           | 4,3            | 2,2            | 1,3            | 0,0            | 13,1           |
| 2005/06                                                                                  | Сан-Антонио | 77               | 18               | 26,5             | 41,2             | 39,4             | 85,2             | 3,2              | 1,5              | 0,5              | 0,1              | 10,1             | 13             | 4              | 31,6           | 47,6           | 38,3           | 90,0           | 3,8            | 1,4            | 0,6            | 0,2            | 10,5           |
| 2006/07                                                                                  | Сан-Антонио | 82               | 16               | 22,2             | 41,2             | 36,4             | 91,8             | 2,7              | 1,3              | 0,4              | 0,2              | 9,0              | 20             | 20             | 26,9           | 41,0           | 41,9           | 89,7           | 2,9            | 1,1            | 0,6            | 0,2            | 11,3           |
| 2007/08                                                                                  | Сан-Антонио | 82               | 61               | 26,9             | 41,4             | 37,0             | 80,0             | 3,1              | 1,4              | 0,4              | 0,1              | 10,1             | 17             | 11             | 23,0           | 40,2           | 36,5           | 100,0          | 1,9            | 1,0            | 0,3            | 0,2            | 6,7            |
| 2008/09                                                                                  | Сан-Антонио | 81               | 77               | 28,8             | 43,7             | 41,1             | 82,3             | 3,3              | 1,4              | 0,5              | 0,2              | 9,7              | 5              | 5              | 28,7           | 44,1           | 46,7           | 75,0           | 3,0            | 1,0            | 0,2            | 0,2            | 8,0            |
| 2009/10                                                                                  | Сан-Антонио | 25               | 6                | 15,8             | 38,1             | 31,7             | 66,7             | 1,5              | 0,8              | 0,2              | 0,2              | 3,7              | Не участвовал  | Не участвовал  | Не участвовал  | Не участвовал  | Не участвовал  | Не участвовал  | Не участвовал  | Не участвовал  | Не участвовал  | Не участвовал  | Не участвовал  |
| 2009/10                                                                                  | Бостон      | 21               | 1                | 15,0             | 50,6             | 46,3             | 33,3             | 1,6              | 1,1              | 0,2              | 0,1              | 5,2              | 18             | 0              | 6,0            | 25,0           | 27,3           | 100,0          | 0,6            | 0,2            | 0,2            | 0,0            | 0,8            |
|                                                                                          | Всего       | 1103             | 875              | 34,4             | 44,4             | 37,5             | 81,1             | 4,4              | 2,9              | 0,9              | 0,3              | 15,7             | 129            | 96             | 30,3           | 41,8           | 38,8           | 86,6           | 3,5            | 1,8            | 0,8            | 0,2            | 11,8           |
| Наведите курсор мыши на аббревиатуры в заголовке таблицы, чтобы прочесть их расшифровку. |             |                  |                  |                  |                  |                  |                  |                  |                  |                  |                  |                  |                |                |                |                |                |                |                |                |                |                |                |